# Blood-C
Blood-C (ブラッド シー?) es un anime japonés producido por el estudio Production I.G, dirigido por Ushiki Yoshitaka y la colaboración de las mangakas CLAMP. Blood-C es una continuación alternativa de Blood: The Last Vampire dejando los hechos de Blood+ de lado.

## Argumento
La historia es acerca de la vida que lleva una estudiante de segundo año de preparatoria, llamada Saya Kisaragi. Ella lleva una vida feliz en una aldea remota con su padre; es muy alegre y amable siempre que va de camino a la escuela entona una canción que ella misma inventó. Es hija de una sacerdotisa y vive en un templo que cuida junto a su padre. Su madre cuando aún se encontraba con vida luchaba con los que llama "Furukimono", que son monstruos que devoran a los humanos, por lo que los cazaba para así poder proteger a la gente del pueblo, a sus amigos y a su padre. 
Su vida se llenará de problemas cuando se entere de la verdad de su pasado, y verá que todo en lo que creía es una mentira y un retorcido juego, en el que ella y todos los demás no son nada más que unos títeres y son utilizados básicamente para proteger.

## Personajes

### Principales
Saya Kisaragi (更衣 小夜 Kisaragi Saya?)
Voz por: Nana Mizuki
La protagonista de la serie. Saya es una chica optimista, y que a menudo es demasiado cortés. A pesar de ser muy atlética, ella es muy torpe, siempre esta en algún apuro, y tiende a llegar tarde a la escuela. Saya intenta proteger a todos de los que llama "furikimono" que extermina y que luego inconscientemente se alimenta de ellos, pero casi nunca logra rescatarlos viendo así la muerte de muchas personas incluyendo la de sus amigos por esto ella siente unos fuertes dolores de cabeza a causa de que intenta recordar su pasado.
Tadayoshi Kisaragi (更衣唯芳 Kisaragi Tadayoshi?)
Voz por: Keiji Fujiwara
Es el padre de Saya, el cual le enseña como ser una sacerdotisa así como lo fue su "madre". Él siempre le avisa para que Saya vaya a cazar y exterminar a los furikimonos.
Fumito Nanahara (七原文人 Nanahara Fumito?)
Voz por: Kenji Nojima
Vecino de Saya y el propietario de Guimauve , una cafetería cerca de la casa de Saya que también es el nombre de unos pastelitos que sirve a Saya y que a ella le gusta mucho, ella dice que tiene un sabor como "a algo"; que en realidad al final de la serie Fumito revela.
Shinichirou Tokizane (敦時真慎一郎 Tokizane Shinichirou?)
Voz por: Tatsuhisa Suzuki
Al principio es un chico serio, estudia en la misma escuela que Saya.
Siempre llega Tarde a clase. Saya siempre intenta animarlo pero, la mayor parte del tiempo no lo logra o las cosas salen mal.
El alberga interés en Saya aunque no lo demuestre.

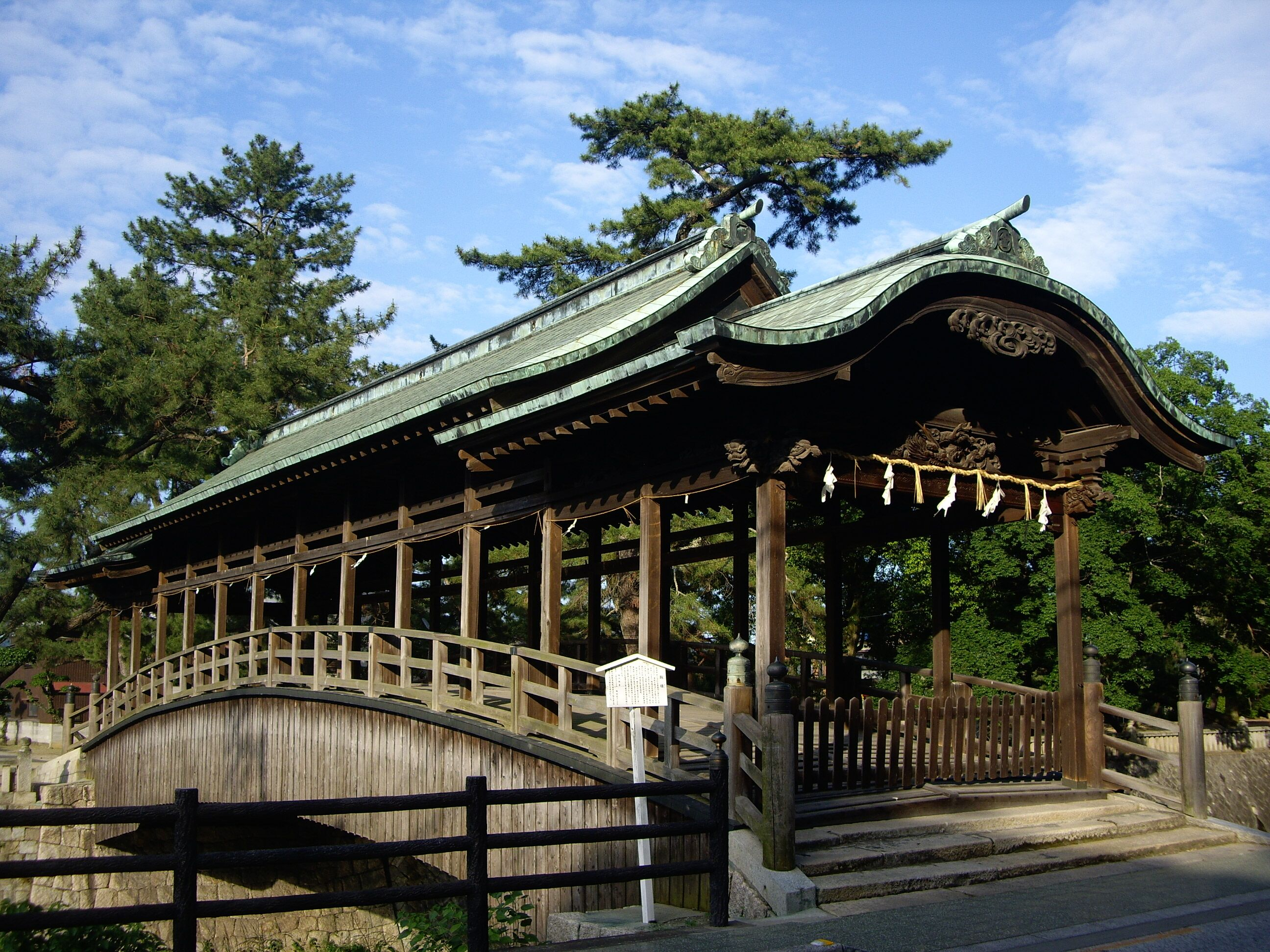

## Lanzamiento

### Anime
El anime fue anunciado en la edición de mayo de 2011 de la revista Shōnen Ace, donde se reveló que el anime sería una colaboración entre el estudio Production I.G y CLAMP, las cuales se encargarán de crear la historia y los diseños de los personajes, mientras que Production I.G se encargará de la animación. El anime ha sido publicado por Aniplex y será dirigido por Tsutomu Mizushima y Junichi Fujisaku, que anteriormente trabajó en Blood: The Last Vampire y Blood+, como supervisor creativo.

### Manga
Una adaptación del manga por Ranmaru Kotone comenzó a serializarse en la revista Monthly Shōnen Ace el 26 de mayo de 2011. 

### Película
El 2 de junio de 2012 se estrenó Blood-C: The Last Dark, una película de animé ambientada tras los eventos de la serie que funciona como cierre argumental de la historia. La película fue lanzada en DVD en versión original y doblaje ibérico por Argentina Video Home el 16 de octubre de 2013 para Capital Federal y Gran Buenos Aires y el 27 de noviembre del mismo año para el interior. En Chile la película fue lanzada en DVD el 15 de abril de 2014.